# 烏汶國際機場
烏汶國際機場是一座位於泰王國東北部烏汶叻差他尼的國際機場，該機場主要民航業務為泰國國內線以及少許的國際包機航線，往返地區以東亞、東南亞為主。

## 航空公司及航點
| 航空公司     | 目的地          |
| ------------ | --------------- |
| 皇雀航空     | 曼谷-廊曼、清迈 |
| 泰國亞洲航空 | 曼谷-廊曼       |
| 泰國國際航空 | 曼谷-蘇凡納布   |
| 泰國越捷航空 | 曼谷-蘇凡納布   |
| 泰國獅子航空 | 曼谷-廊曼       |

## 外部連結
- 烏汶國際機場（泰文）（英文）